# سارا بروسلر
سارا بروسلر (آلمانی: Sarah Brüßler؛ زادهٔ ۸ آوریل ۱۹۹۴) قایقران کایاک زن اهل آلمان است.
وی در مسابقات کشوری و بین‌المللی در مجموع برندهٔ ۳ مدال نقره، ۱ مدال برنز شده است.